# Кубок Азії з футболу 2019 (склади)
У цій статті перераховані склади національних футбольних збірних на Кубок Азії 2019 року в Об'єднаних Арабських Еміратах, що проходив у період з 5 січня по 1 лютого.
Остаточні заявки команд повинні були включати в себе 23 гравці (3 з яких — воротарі), та мали бути представлені до крайнього терміну, встановленого АФК — не пізніше, ніж за 10 днів до стартового матчу. Заміна травмованих гравців дозволялась за 6 годин до початку першої гри збірної на турнірі. АФК опублікувала остаточні заявки з номерами гравців на своєму сайті 27 грудня 2018 року.
Інформація про клуби і вік футболістів вказані станом на день початку турніру.
| Група A                   | Група B                            | Група C                                     |
| ------------------------- | ---------------------------------- | ------------------------------------------- |
| ОАЕ Таїланд Індія Бахрейн | Австралія Сирія Палестина Йорданія | Республіка Корея Китай Киргизстан Філіппіни |
| Група D                   | Група E                            | Група F                                     |
| Іран Ірак В'єтнам Ємен    | Саудівська Аравія Катар Ліван КНДР | Японія Узбекистан Оман Туркменістан         |

## Група A

### ОАЕ
Головний тренер:  Альберто Дзаккероні
Фінальну заявку було оголошено 23 грудня 2018 року. 25 грудня Махмуд Хаміс був замінений на Аль-Хассана Салеха, а 31 грудня Раян Яслам був замінений на Мохаммеда Халвана через травму.
| №  | Поз. | Гравець             | Дата народження (вік)           | Ігри | Голи | Клуб            |
| -- | ---- | ------------------- | ------------------------------- | ---- | ---- | --------------- |
| 1  | ВР   | Алі Хасіф           | 9 червня 1987 (вік 31 рік)      | 52   | 0    | Аль-Джазіра     |
| 2  | ПЗ   | Алі Салмін          | 4 лютого 1995 (вік 23 роки)     | 15   | 1    | Аль-Васл        |
| 3  | ЗХ   | Валід Аббас         | 11 червня 1985 (вік 33 роки)    | 78   | 5    | Шабаб Аль-Аглі  |
| 4  | ЗХ   | Халіфа Мубарак      | 30 жовтня 1993 (вік 25 років)   | 11   | 0    | Ан-Наср (Дубай) |
| 5  | ПЗ   | Амер Абдулрахман    | 3 липня 1989 (вік 29 років)     | 73   | 2    | Аль-Айн         |
| 6  | ЗХ   | Фарес Джума         | 30 грудня 1988 (вік 30 років)   | 45   | 2    | Аль-Джазіра     |
| 7  | НП   | Алі Мабхут          | 5 жовтня 1990 (вік 28 років)    | 73   | 46   | Аль-Джазіра     |
| 8  | ПЗ   | Маджед Хассан       | 1 серпня 1992 (вік 26 років)    | 33   | 2    | Шабаб Аль-Аглі  |
| 9  | ЗХ   | Бандар Аль-Абабі    | 9 липня 1990 (вік 28 років)     | 6    | 0    | Аль-Айн         |
| 10 | НП   | Ісмаїл Матар ()     | 7 квітня 1983 (вік 35 років)    | 123  | 42   | Аль-Вахда       |
| 11 | НП   | Ахмед Халіл         | 8 червня 1991 (вік 27 років)    | 99   | 46   | Шабаб Аль-Аглі  |
| 12 | ЗХ   | Халіфа аль-Хаммаді  | 7 листопада 1998 (вік 20 років) | 0    | 0    | Аль-Джазіра     |
| 13 | ПЗ   | Хаміс Ісмаїл        | 16 серпня 1989 (вік 29 років)   | 70   | 0    | Аль-Васл        |
| 14 | НП   | Мохаммед Халван     | 29 грудня 1992 (вік 26 років)   | 0    | 0    | Фуджайра        |
| 15 | ПЗ   | Ісмаїл Аль-Хаммаді  | 1 липня 1988 (вік 30 років)     | 96   | 13   | Шабаб Аль-Аглі  |
| 16 | ПЗ   | Мохамед Абдулрахман | 4 лютого 1989 (вік 29 років)    | 29   | 1    | Аль-Айн         |
| 17 | ВР   | Халід Ейса          | 15 вересня 1989 (вік 29 років)  | 39   | 0    | Аль-Айн         |
| 18 | ЗХ   | Аль-Хассан Салех    | 25 червня 1991 (вік 27 років)   | 3    | 1    | Шарджа          |
| 19 | ЗХ   | Ісмаїл Ахмед        | 7 липня 1983 (вік 35 років)     | 34   | 2    | Аль-Айн         |
| 20 | ПЗ   | Саїф Рашид          | 25 листопада 1994 (вік 24 роки) | 3    | 1    | Шарджа          |
| 21 | ПЗ   | Халфан Мубарак      | 9 травня 1995 (вік 23 роки)     | 5    | 0    | Аль-Джазіра     |
| 22 | ВР   | Мохамед аль-Шамсі   | 4 січня 1997 (вік 22 роки)      | 0    | 0    | Аль-Вахда       |
| 23 | ЗХ   | Мохамед Ахмед       | 16 квітня 1989 (вік 29 років)   | 62   | 0    | Аль-Айн         |

### Таїланд
Головний тренер:  Милован Раєваць (6 січня 2019) / Сірісак Йод'ярдтай (з 10 січня 2019)
Попередній склад з 27 гравців був названий 14 грудня 2018 року Заявка була скорочена до 26 гравців 26 грудня, оскільки Кавін Тамсатчанан був виключений через травму. Остаточна заявка була оголошена 27 грудня 2018 року Після матчу-відкриття, тренер Милован Раєваць був звільнений і замінений 7 січня 2019 року на Сірісака Йод'ярдтая.
| №  | Поз. | Гравець                | Дата народження (вік)          | Ігри | Голи | Клуб               |
| -- | ---- | ---------------------- | ------------------------------ | ---- | ---- | ------------------ |
| 1  | ВР   | Чатчай Будпром         | 4 лютого 1987 (вік 31 рік)     | 7    | 0    | Патум Юнайтед      |
| 2  | ПЗ   | Сасалак Хайпракхон     | 8 січня 1995 (вік 23 роки)     | 4    | 0    | Бурірам Юнайтед    |
| 3  | ЗХ   | Тіратон Бунматан       | 6 лютого 1990 (вік 28 років)   | 52   | 5    | Муанг Тонг Юнайтед |
| 4  | ЗХ   | Чалермпонг Кердкаєв    | 7 жовтня 1986 (вік 32 роки)    | 16   | 0    | Накхонратчасіма    |
| 5  | ЗХ   | Адісорн Промрак        | 21 жовтня 1993 (вік 25 років)  | 27   | 0    | Муанг Тонг Юнайтед |
| 6  | ЗХ   | Панса Хемвібун         | 8 липня 1990 (вік 28 років)    | 15   | 4    | Бурірам Юнайтед    |
| 7  | ПЗ   | Суманья Пурісай        | 5 грудня 1986 (вік 32 роки)    | 18   | 0    | Бангкок Юнайтед    |
| 8  | ПЗ   | Тітіпан Пуангчан       | 1 вересня 1993 (вік 25 років)  | 24   | 5    | Патум Юнайтед      |
| 9  | НП   | Адісак Крайсорн        | 1 лютого 1991 (вік 27 років)   | 33   | 16   | Муанг Тонг Юнайтед |
| 10 | НП   | Тірасіл Дангда ()      | 6 червня 1988 (вік 30 років)   | 95   | 42   | Муанг Тонг Юнайтед |
| 11 | ЗХ   | Корракот Віріяудомсірі | 19 січня 1988 (вік 30 років)   | 10   | 1    | Бурірам Юнайтед    |
| 12 | НП   | Чананан Помбуппха      | 17 березня 1992 (вік 26 років) | 7    | 0    | Супханбурі         |
| 13 | ВР   | Саранон Ануїн          | 24 березня 1994 (вік 24 роки)  | 0    | 0    | Чіанграй Юнайтед   |
| 14 | ПЗ   | Санрават Декхмітр      | 3 серпня 1989 (вік 29 років)   | 27   | 0    | Бангкок Юнайтед    |
| 15 | ЗХ   | Супхан Тонгсонг        | 26 серпня 1994 (вік 24 роки)   | 2    | 0    | Супханбурі         |
| 16 | ЗХ   | Міка Чунуонсі          | 26 березня 1989 (вік 29 років) | 4    | 0    | Бангкок Юнайтед    |
| 17 | ПЗ   | Танабун Кесарат        | 21 вересня 1993 (вік 25 років) | 40   | 1    | Патум Юнайтед      |
| 18 | ПЗ   | Чанатіп Сонкрасін      | 5 жовтня 1993 (вік 25 років)   | 46   | 5    | Консадолє Саппоро  |
| 19 | ЗХ   | Трістан До             | 31 січня 1993 (вік 25 років)   | 24   | 0    | Бангкок Юнайтед    |
| 20 | НП   | Сіроч Чаттонг          | 8 грудня 1992 (вік 26 років)   | 24   | 3    | Прачуап            |
| 21 | ПЗ   | Покклав Анан           | 4 березня 1991 (вік 27 років)  | 40   | 6    | Бангкок Юнайтед    |
| 22 | НП   | Супачай Джайдед        | 1 грудня 1998 (вік 20 років)   | 8    | 3    | Бурірам Юнайтед    |
| 23 | ВР   | Сіварак Тедсунгноен    | 20 квітня 1984 (вік 34 роки)   | 13   | 0    | Бурірам Юнайтед    |

### Індія
Головний тренер:  Стівен Константін
Попередній склад з 34 гравців був названий 12 грудня 2018 року 19 грудня заявка була скорочена до 28 гравців. Остаточна заявка була оголошена 26 грудня 2018 року.
| №  | Поз. | Гравець              | Дата народження (вік)          | Ігри | Голи | Клуб               |
| -- | ---- | -------------------- | ------------------------------ | ---- | ---- | ------------------ |
| 1  | ВР   | Гурпріт Сінгх Сандху | 3 лютого 1992 (вік 26 років)   | 26   | 0    | Бенгалуру          |
| 2  | ЗХ   | Салам Ранджан Сінгх  | 4 грудня 1995 (вік 23 роки)    | 10   | 0    | Іст Бенгал         |
| 3  | ЗХ   | Субхасіш Босе        | 18 серпня 1995 (вік 23 роки)   | 9    | 0    | Мумбаї Сіті        |
| 4  | ЗХ   | Сартак Голуй         | 3 листопада 1997 (вік 21 рік)  | 3    | 0    | Пуне Сіті          |
| 5  | ЗХ   | Сандеш Джінган       | 21 липня 1993 (вік 25 років)   | 27   | 4    | Керала Бластерс    |
| 6  | ПЗ   | Германпріт Сінгх     | 24 червня 1996 (вік 22 роки)   | 3    | 0    | Ченнаїн            |
| 7  | ПЗ   | Аніруд Тапа          | 15 січня 1998 (вік 20 років)   | 10   | 0    | Chennaiyin         |
| 8  | ПЗ   | Вініт Раї            | 10 листопада 1997 (вік 21 рік) | 6    | 0    | Делі Дайнамос      |
| 9  | НП   | Суміт Пассі          | 12 вересня 1994 (вік 24 роки)  | 6    | 1    | Джамшедпур         |
| 10 | НП   | Балвант Сінгх        | 15 грудня 1986 (вік 32 роки)   | 9    | 3    | Атлетіко (Колката) |
| 11 | НП   | Суніл Четрі ()       | 3 серпня 1984 (вік 34 роки)    | 104  | 65   | Бенгалуру          |
| 12 | НП   | Жеже Лалпекхлуа      | 7 січня 1991 (вік 27 років)    | 52   | 22   | Ченнаїн            |
| 13 | ПЗ   | Ашик Куруньян        | 14 червня 1997 (вік 21 рік)    | 8    | 1    | Пуне Сіті          |
| 14 | ПЗ   | Пронай Халдер        | 25 лютого 1993 (вік 25 років)  | 11   | 1    | Атлетіко (Колката) |
| 15 | ПЗ   | Уданта Сінгх         | 14 червня 1996 (вік 22 роки)   | 13   | 1    | Бенгалуру          |
| 16 | ВР   | Вішал Кайт           | 22 липня 1996 (вік 22 роки)    | 4    | 0    | Пуне Сіті          |
| 17 | ПЗ   | Роуллін Боргес       | 5 червня 1992 (вік 26 років)   | 25   | 1    | Норт-Іст Юнайтед   |
| 18 | ПЗ   | Джакічанд Сінгх      | 17 березня 1992 (вік 26 років) | 16   | 3    | Гоа                |
| 19 | ПЗ   | Халічаран Нарзарі    | 10 травня 1994 (вік 24 роки)   | 21   | 1    | Керала Бластерс    |
| 20 | ЗХ   | Прітам Котал         | 8 вересня 1993 (вік 25 років)  | 28   | 0    | Делі Дайнамос      |
| 21 | ЗХ   | Нараян Дас           | 25 вересня 1993 (вік 25 років) | 28   | 1    | Делі Дайнамос      |
| 22 | ЗХ   | Анас Едатодіка       | 15 лютого 1987 (вік 31 рік)    | 10   | 0    | Керала Бластерс    |
| 23 | ВР   | Амріндер Сінгх       | 27 травня 1993 (вік 25 років)  | 2    | 0    | Мумбаї Сіті        |

### Бахрейн
Головний тренер:  Мірослав Соукуп
Попередній склад з 28 гравців був названий 8 грудня 2018 року Остаточна заявка була оголошена 27 грудня 2018 року.
| №  | Поз. | Гравець                | Дата народження (вік)           | Ігри | Голи | Клуб                   |
| -- | ---- | ---------------------- | ------------------------------- | ---- | ---- | ---------------------- |
| 1  | ВР   | Саєд Шуббар Алаві      | 11 серпня 1985 (вік 33 роки)    | 8    | 0    | Аль-Наджма (Манама)    |
| 2  | ЗХ   | Саєд Бакер             | 14 квітня 1994 (вік 24 роки)    | 5    | 0    | Ан-Наср (Ель-Фарванія) |
| 3  | ЗХ   | Валід аль-Наям         | 3 лютого 1991 (вік 27 років)    | 46   | 0    | Аль-Мухаррак           |
| 4  | ПЗ   | Саєд Саїд              | 17 липня 1992 (вік 26 років)    | 66   | 5    | Ан-Наср (Ель-Фарванія) |
| 5  | ЗХ   | Хамад аль-Шамсан       | 29 вересня 1997 (вік 21 рік)    | 0    | 0    | Ріффа                  |
| 6  | ЗХ   | Ахмед Мірза            | 24 лютого 1991 (вік 27 років)   | 0    | 0    | Аль-Хідд               |
| 7  | ПЗ   | Абдулвахаб Аль-Сафі () | 4 червня 1984 (вік 34 роки)     | 82   | 1    | Аль-Мухаррак           |
| 8  | ПЗ   | Мохамед Мархун         | 12 лютого 1998 (вік 20 років)   | 0    | 0    | Ріффа                  |
| 9  | НП   | Махді Аль-Хумайдан     | 19 травня 1993 (вік 25 років)   | 0    | 0    | Аль-Аглі (Манама)      |
| 10 | НП   | Абдулла Юсуф Хеляль    | 12 червня 1993 (вік 25 років)   | 37   | 3    | Богеміанс 1905         |
| 11 | ПЗ   | Алі Мадан              | 30 листопада 1995 (вік 23 роки) | 17   | 3    | Аль-Наджма (Манама)    |
| 12 | ЗХ   | Ахмед Джума            | 8 жовтня 1992 (вік 26 років)    | 3    | 0    | Аль-Мухаррак           |
| 13 | НП   | Мохамед Аль-Ромаїхі    | 9 вересня 1990 (вік 28 років)   | 8    | 2    | Манама Клаб            |
| 14 | ПЗ   | Алі Харам              | 11 грудня 1988 (вік 30 років)   | 3    | 0    | Ріффа                  |
| 15 | ПЗ   | Джасім аль-Шайх        | 1 лютого 1996 (вік 22 роки)     | 1    | 0    | Аль-Аглі (Манама)      |
| 16 | ЗХ   | Саєд Редха Іса         | 7 серпня 1994 (вік 24 роки)     | 13   | 0    | Ріффа                  |
| 17 | ЗХ   | Ахмед Бугхаммар        | 30 грудня 1997 (вік 21 рік)     | 3    | 0    | Аль-Хідд               |
| 18 | ЗХ   | Ахмед Абдулла          | 1 квітня 1987 (вік 31 рік)      | 17   | 0    | Аль-Наджма (Манама)    |
| 19 | ПЗ   | Каміль Аль-Асвад       | 8 квітня 1994 (вік 24 роки)     | 26   | 2    | Ріффа                  |
| 20 | НП   | Самі аль-Хусаїні       | 29 вересня 1989 (вік 29 років)  | 53   | 7    | Іст Ріффа              |
| 21 | ВР   | Юсуф Хабіб             | 9 січня 1998 (вік 20 років)     | 0    | 0    | Малкія                 |
| 22 | ВР   | Абдулкарім Фардан      | 25 квітня 1992 (вік 26 років)   | 1    | 0    | Ріффа                  |
| 23 | ПЗ   | Джамаль Рашид          | 7 листопада 1988 (вік 30 років) | 30   | 4    | Аль-Мухаррак           |

## Група B

### Австралія
Головний тренер: Грем Арнольд
Остаточна заявка була оголошена 20 грудня 2018 року. 24 грудня 2018 року Джеймс Джегго був викликаний замість травмованого Аарона Муя. 2 січня 2019 року Мартін Бойл через травму був замінений на Апостолоса Янну due to injury.
| №  | Поз. | Гравець          | Дата народження (вік)         | Ігри | Голи | Клуб                     |
| -- | ---- | ---------------- | ----------------------------- | ---- | ---- | ------------------------ |
| 1  | ВР   | Метью Раян       | 8 квітня 1992 (вік 26 років)  | 50   | 0    | Брайтон енд Гоув Альбіон |
| 2  | ЗХ   | Мілош Дегенек    | 28 квітня 1994 (вік 24 роки)  | 20   | 1    | Црвена Звезда            |
| 3  | ЗХ   | Алекс Герсбах    | 8 травня 1997 (вік 21 рік)    | 6    | 0    | Русенборг                |
| 4  | ЗХ   | Раян Грант       | 26 лютого 1991 (вік 27 років) | 2    | 0    | Сідней                   |
| 5  | ЗХ   | Марк Мілліган () | 4 серпня 1985 (вік 33 роки)   | 74   | 6    | Гіберніан                |
| 6  | ЗХ   | Меттью Юрман     | 8 грудня 1989 (вік 29 років)  | 6    | 0    | Аль-Іттіхад (Джидда)     |
| 7  | НП   | Метью Лекі       | 4 лютого 1991 (вік 27 років)  | 59   | 9    | Герта (Берлін)           |
| 8  | ПЗ   | Массімо Луонго   | 25 липня 1992 (вік 26 років)  | 38   | 6    | Квінз Парк Рейнджерс     |
| 9  | НП   | Джеймі Макларен  | 29 липня 1993 (вік 25 років)  | 8    | 0    | Гіберніан                |
| 10 | НП   | Роббі Круз       | 5 жовтня 1988 (вік 30 років)  | 70   | 5    | Бохум                    |
| 11 | НП   | Ендрю Наббут     | 17 грудня 1992 (вік 26 років) | 8    | 2    | Урава Ред Даймондс       |
| 12 | ВР   | Мітчелл Лангерак | 22 серпня 1988 (вік 30 років) | 8    | 0    | Наґоя Грампус            |
| 13 | ПЗ   | Джеймс Джегго    | 12 лютого 1992 (вік 26 років) | 1    | 0    | Аустрія (Відень)         |
| 14 | НП   | Апостолос Янну   | 25 січня 1990 (вік 28 років)  | 6    | 1    | АЕК (Ларнака)            |
| 15 | НП   | Кріс Ікономідіс  | 4 травня 1995 (вік 23 роки)   | 7    | 1    | Перт Глорі               |
| 16 | ЗХ   | Азіз Бегич       | 16 грудня 1990 (вік 28 років) | 30   | 2    | ПСВ                      |
| 17 | ПЗ   | Мустафа Аміні    | 20 квітня 1993 (вік 25 років) | 5    | 0    | Орхус                    |
| 18 | ВР   | Денні Вукович    | 27 березня 1985 (вік 33 роки) | 3    | 0    | Генк                     |
| 19 | ЗХ   | Джошуа Рісдон    | 27 липня 1992 (вік 26 років)  | 13   | 0    | Вестерн Сідней Вондерерз |
| 20 | ЗХ   | Трент Сейнсбері  | 5 січня 1992 (вік 27 років)   | 42   | 3    | ПСВ                      |
| 21 | НП   | Авер Мабіл       | 15 вересня 1995 (вік 23 роки) | 4    | 2    | Мідтьюлланн              |
| 22 | ПЗ   | Джексон Ірвін    | 7 березня 1993 (вік 25 років) | 25   | 3    | Галл Сіті                |
| 23 | ПЗ   | Том Рогич        | 16 грудня 1992 (вік 26 років) | 42   | 8    | Селтік                   |

### Сирія
Головний тренер:  Бернд Штанге (6–10 січня 2019) / Фаджр Ібрагім (з 15 січня 2019)
Остаточна заявка була оголошена 23 грудня 2018 року. Бернд Штанге був звільнений і замінений на Фаджра Ібрагіма після другого туру
| №  | Поз. | Гравець                | Дата народження (вік)          | Ігри | Голи | Клуб                 |
| -- | ---- | ---------------------- | ------------------------------ | ---- | ---- | -------------------- |
| 1  | ВР   | Ібрагім Алма           | 18 жовтня 1991 (вік 27 років)  | 43   | 0    | Аль-Вахда (Дамаск)   |
| 2  | ЗХ   | Ахмад аль-Саліх        | 20 травня 1989 (вік 29 років)  | 40   | 2    | Аль-Ахед             |
| 3  | ЗХ   | Моаяд Аджан            | 1 січня 1993 (вік 26 років)    | 42   | 1    | Аль-Джазіра (Амман)  |
| 4  | ЗХ   | Джехад аль-Баур        | 27 червня 1987 (вік 31 рік)    | 21   | 0    | Ріффа                |
| 5  | ЗХ   | Омар Мідані            | 26 січня 1994 (вік 24 роки)    | 30   | 1    | Пірамідс             |
| 6  | ЗХ   | Амро Дженьят           | 15 січня 1993 (вік 25 років)   | 17   | 0    | Аш-Шабаб (Ес-Сіб)    |
| 7  | ПЗ   | Омар Харбін            | 15 січня 1994 (вік 24 роки)    | 37   | 16   | Аль-Хіляль (Ер-Ріяд) |
| 8  | ПЗ   | Махмуд Аль-Мавас       | 1 січня 1993 (вік 26 років)    | 54   | 8    | Умм-Салаль           |
| 9  | НП   | Омар Ас-Сома ()        | 23 березня 1990 (вік 28 років) | 17   | 7    | Аль-Аглі (Джидда)    |
| 10 | ПЗ   | Мохаммед Осман         | 1 січня 1993 (вік 26 років)    | 6    | 0    | Гераклес             |
| 11 | ПЗ   | Осама Омарі            | 10 січня 1992 (вік 26 років)   | 29   | 5    | Катар СК             |
| 12 | ЗХ   | Хуссейн Джваєд         | 1 січня 1993 (вік 26 років)    | 19   | 0    | Аль-Завраа           |
| 13 | ЗХ   | Надім Сабах            | 4 серпня 1985 (вік 33 роки)    | 43   | 4    | Тішрін               |
| 14 | ПЗ   | Тамер Хадж Мохамад     | 3 квітня 1988 (вік 30 років)   | 25   | 1    | Охуд                 |
| 15 | ЗХ   | Абдул Малек аль-Анізан | 25 лютого 1989 (вік 29 років)  | 5    | 0    | Аль-Джаїш (Дамаск)   |
| 16 | ПЗ   | Ахмед Ашкар            | 1 січня 1996 (вік 23 роки)     | 9    | 0    | Аль-Джаїш (Дамаск)   |
| 17 | ПЗ   | Юссеф Калфа            | 14 травня 1993 (вік 25 років)  | 19   | 1    | Аль-Хазм             |
| 18 | ПЗ   | Захер Мідані           | 13 квітня 1987 (вік 31 рік)    | 52   | 2    | Аль-Кува Аль-Джавія  |
| 19 | НП   | Мардік Мардікян        | 14 березня 1992 (вік 26 років) | 26   | 3    | Аль-Джазіра (Амман)  |
| 20 | ПЗ   | Халед Мобаєд           | 10 січня 1993 (вік 25 років)   | 29   | 2    | Аль-Вахда (Дамаск)   |
| 21 | ПЗ   | Фахд Юссеф             | 15 травня 1987 (вік 31 рік)    | 22   | 0    | Ас-Сайлія            |
| 22 | ВР   | Махмуд аль-Юссеф       | 20 січня 1988 (вік 30 років)   | 4    | 0    | Аль-Джабалайн        |
| 23 | ВР   | Ахмад Маданія          | 1 січня 1990 (вік 29 років)    | 7    | 0    | Al-Jaish             |

### Палестина
Головний тренер:  Нуреддін Улд Алі
Попередня заявка з 28 гравців була оголошена 5 грудня 2018 року Остаточна заявка була оголошена 26 грудня 2018 року.
| №  | Поз. | Гравець              | Дата народження (вік)            | Ігри | Голи | Клуб                 |
| -- | ---- | -------------------- | -------------------------------- | ---- | ---- | -------------------- |
| 1  | ВР   | Тауфік Алі           | 8 листопада 1990 (вік 28 років)  | 30   | 0    | Тараджі Ваді Аль-Нес |
| 2  | ЗХ   | Даніель Мустафа      | 2 серпня 1984 (вік 34 роки)      | 10   | 0    | Сарміенто дн Леонес  |
| 3  | ПЗ   | Мохаммед Бассім      | 3 липня 1995 (вік 23 роки)       | 11   | 1    | Шабаб Аль-Бірех      |
| 4  | ЗХ   | Мохаммед Салех       | 18 липня 1993 (вік 25 років)     | 25   | 1    | Флоріана             |
| 5  | ЗХ   | Тамер Салах          | 3 квітня 1986 (вік 32 роки)      | 35   | 2    | Хіляль Аль-Кудс      |
| 6  | ПЗ   | Шаді Шабан           | 4 березня 1992 (вік 26 років)    | 30   | 0    | Аглі Аль-Халіль      |
| 7  | ЗХ   | Мусаб аль-Баттат     | 12 листопада 1993 (вік 25 років) | 45   | 4    | Аглі Аль-Халіль      |
| 8  | ПЗ   | Джонатан Кантільяна  | 26 травня 1992 (вік 26 років)    | 29   | 10   | Хіляль Аль-Кудс      |
| 9  | ПЗ   | Тамер Сеям           | 25 листопада 1992 (вік 26 років) | 34   | 11   | Хассані Агадір       |
| 10 | ПЗ   | Самех Марааба        | 19 березня 1992 (вік 26 років)   | 40   | 15   | Аглі Аль-Халіль      |
| 11 | НП   | Яшир Іслам           | 6 лютого 1991 (вік 27 років)     | 12   | 7    | Кокімбо Унидо        |
| 12 | НП   | Халед Салем          | 17 листопада 1989 (вік 29 років) | 25   | 8    | Марказ Балата        |
| 13 | ЗХ   | Джака Іхбейшех       | 29 серпня 1986 (вік 32 роки)     | 20   | 3    | Браво                |
| 14 | ЗХ   | Абдулла Джабер       | 17 лютого 1993 (вік 25 років)    | 40   | 3    | Аглі Аль-Халіль      |
| 15 | ЗХ   | Абделатіф Бахдарі () | 20 лютого 1984 (вік 34 роки)     | 89   | 15   | Марказ Балата        |
| 16 | ВР   | Амр Каддура          | 1 липня 1994 (вік 24 роки)       | 0    | 0    | Ландскруна           |
| 17 | ПЗ   | Пабло Тамбурріні     | 30 січня 1990 (вік 28 років)     | 19   | 3    | Шабаб Аль-Бірех      |
| 18 | ПЗ   | Одай Даббаг          | 3 грудня 1998 (вік 20 років)     | 10   | 4    | Хіляль Аль-Кудс      |
| 19 | НП   | Махмуд Ваді          | 19 грудня 1994 (вік 24 роки)     | 5    | 0    | Аль-Масрі            |
| 20 | ПЗ   | Назмі Альбадаві      | 24 серпня 1991 (вік 27 років)    | 3    | 1    | Цинциннаті           |
| 21 | ЗХ   | Алексіс Норамбуена   | 31 березня 1984 (вік 34 роки)    | 30   | 4    | Депортес Меліпілья   |
| 22 | ВР   | Рамі Хамаде          | 24 березня 1994 (вік 24 роки)    | 16   | 0    | Хіляль Аль-Кудс      |
| 23 | ПЗ   | Мохаммед Дарвіш      | 2 червня 1991 (вік 27 років)     | 40   | 5    | Хіляль Аль-Кудс      |

### Йорданія
Головний тренер:  Вітал Боркелманс
Попередня заявка з 29 гравців була оголошена 13 грудня 2018 року Остаточна заявка була оголошена 26 грудня 2018 року. Язан Талджі був замінений на Іхсана Хаддада 5 січня 2019 року через травму.
| №  | Поз. | Гравець             | Дата народження (вік)            | Ігри | Голи | Клуб                |
| -- | ---- | ------------------- | -------------------------------- | ---- | ---- | ------------------- |
| 1  | ВР   | Амер Шафі ()        | 14 лютого 1982 (вік 36 років)    | 139  | 1    | Шабаб Аль-Ордон     |
| 2  | ЗХ   | Ферас Шелбаєх       | 27 листопада 1993 (вік 25 років) | 16   | 0    | Аль-Джазіра (Амман) |
| 3  | ЗХ   | Тарек Хаттаб        | 6 травня 1992 (вік 26 років)     | 52   | 2    | Аль-Салмія          |
| 4  | ПЗ   | Баха Абдель-Рахман  | 5 січня 1987 (вік 32 роки)       | 120  | 3    | Аль-Файсалі (Амман) |
| 5  | ЗХ   | Язан Абу Араб       | 31 січня 1996 (вік 22 роки)      | 15   | 0    | Аль-Джазіра (Амман) |
| 6  | ПЗ   | Саїд Мурджн         | 10 лютого 1990 (вік 28 років)    | 64   | 12   | Аль-Вахдат          |
| 7  | ПЗ   | Юсеф аль-Равашдех   | 14 березня 1990 (вік 28 років)   | 37   | 4    | Аль-Файсалі (Амман) |
| 8  | ПЗ   | Обайда аль-Самарнех | 17 лютого 1992 (вік 26 років)    | 20   | 0    | Аль-Вахдат          |
| 9  | НП   | Баха Файсал         | 30 травня 1995 (вік 23 роки)     | 20   | 6    | Аль-Вахдат          |
| 10 | ПЗ   | Ахмед Самір         | 27 березня 1991 (вік 27 років)   | 26   | 4    | Аль-Джазіра (Амман) |
| 11 | НП   | Ясін аль-Бахіт      | 29 січня 1988 (вік 30 років)     | 49   | 14   | Дібба Аль-Фуджайра  |
| 12 | ВР   | Ахмед Абдель-Саттар | 6 липня 1984 (вік 34 роки)       | 9    | 0    | Аль-Джазіра (Амман) |
| 13 | ПЗ   | Халіл Бані Аттія    | 8 червня 1991 (вік 27 років)     | 69   | 8    | Аль-Файсалі (Амман) |
| 14 | НП   | Ахмад Ерсан         | 28 вересня 1995 (вік 23 роки)    | 3    | 0    | Аль-Файсалі (Амман) |
| 15 | ЗХ   | Бара Марей          | 13 квітня 1994 (вік 24 роки)     | 6    | 0    | Аль-Файсалі (Амман) |
| 16 | ПЗ   | Салех Ратеб         | 18 грудня 1994 (вік 24 роки)     | 12   | 0    | Аль-Вахдат          |
| 17 | ЗХ   | Мохаммад аль-Баша   | 5 лютого 1988 (вік 30 років)     | 31   | 0    | Аль-Вахдат          |
| 18 | НП   | Муса аль-Таамарі    | 10 червня 1997 (вік 21 рік)      | 14   | 11   | АПОЕЛ               |
| 19 | ЗХ   | Анас Бані Ясін      | 29 листопада 1988 (вік 30 років) | 110  | 8    | Аль-Файсалі (Амман) |
| 20 | НП   | Одай Хадр           | 20 березня 1991 (вік 27 років)   | 5    | 0    | Дофар               |
| 21 | ЗХ   | Салем аль-Аджалін   | 18 лютого 1988 (вік 30 років)    | 8    | 0    | Аль-Файсалі (Амман) |
| 22 | ВР   | Моатаз Ясін         | 3 листопада 1982 (вік 36 років)  | 26   | 0    | Аль-Файсалі (Амман) |
| 23 | ЗХ   | Іхсан Хаддад        | 5 лютого 1994 (вік 24 роки)      | 45   | 3    | Аль-Файсалі (Амман) |

## Група C

### Південна Корея
Головний тренер:  Паулу Бенту
Остаточна заявка була оголошена 20 грудня 2018 року. 6 січня 2010 року На Сан Хо був замінений на Лі Син У 6 січня 2019 року через травму.
| №  | Поз. | Гравець        | Дата народження (вік)           | Ігри | Голи | Клуб                   |
| -- | ---- | -------------- | ------------------------------- | ---- | ---- | ---------------------- |
| 1  | ВР   | Кім Син Гю     | 30 вересня 1990 (вік 28 років)  | 36   | 0    | Віссел Кобе            |
| 2  | ЗХ   | Лі Йон         | 24 грудня 1986 (вік 32 роки)    | 37   | 0    | Чонбук Хьонде Моторс   |
| 3  | ЗХ   | Кім Джин Су    | 13 червня 1992 (вік 26 років)   | 34   | 0    | Чонбук Хьонде Моторс   |
| 4  | ЗХ   | Кім Мін Дже    | 15 листопада 1996 (вік 22 роки) | 11   | 0    | Чонбук Хьонде Моторс   |
| 5  | ПЗ   | Чон У Йон      | 14 грудня 1989 (вік 29 років)   | 37   | 2    | Ас-Садд                |
| 6  | ПЗ   | Хван Ін Бом    | 20 вересня 1996 (вік 22 роки)   | 6    | 1    | Теджон Сітізен         |
| 7  | ПЗ   | Сон Хин Мін () | 8 липня 1992 (вік 26 років)     | 74   | 23   | Тоттенгем Готспур      |
| 8  | ПЗ   | Чу Се Джон     | 30 жовтня 1990 (вік 28 років)   | 15   | 1    | Асан Мугунхуа          |
| 9  | НП   | Чі Дон Вон     | 28 травня 1991 (вік 27 років)   | 49   | 11   | Аугсбург               |
| 10 | ПЗ   | Лі Дже Сон     | 10 серпня 1992 (вік 26 років)   | 40   | 7    | Гольштейн              |
| 11 | ПЗ   | Хван Хі Чан    | 26 січня 1996 (вік 22 роки)     | 20   | 2    | Гамбург                |
| 12 | ПЗ   | Лі Син У       | 6 січня 1998 (вік 20 років)     | 7    | 0    | Верона                 |
| 13 | ПЗ   | Ку Джа Чхоль   | 27 лютого 1989 (вік 29 років)   | 71   | 19   | Аугсбург               |
| 14 | ЗХ   | Хон Чхоль      | 17 вересня 1990 (вік 28 років)  | 22   | 0    | Сувон Самсунг Блювінгз |
| 15 | ЗХ   | Чон Син Хьон   | 3 квітня 1994 (вік 24 роки)     | 8    | 0    | Касіма Антлерс         |
| 16 | ПЗ   | Кі Сон Йон     | 24 січня 1989 (вік 29 років)    | 108  | 10   | Ньюкасл Юнайтед        |
| 17 | ПЗ   | Лі Чхон Йон    | 2 липня 1988 (вік 30 років)     | 81   | 8    | Бохум                  |
| 18 | НП   | Хван Уйджо     | 28 серпня 1992 (вік 26 років)   | 17   | 4    | Ґамба Осака            |
| 19 | ЗХ   | Кім Йон Гвон   | 27 лютого 1990 (вік 28 років)   | 62   | 3    | Гуанчжоу Евергранд     |
| 20 | ЗХ   | Квон Кюн Вон   | 31 січня 1992 (вік 26 років)    | 6    | 1    | Тяньцзінь Цюаньцзянь   |
| 21 | ВР   | Кім Джин Хьон  | 6 липня 1987 (вік 31 рік)       | 16   | 0    | Сересо Осака           |
| 22 | ЗХ   | Кім Мун Хван   | 1 серпня 1995 (вік 23 роки)     | 3    | 0    | Пусан Ай Парк          |
| 23 | ВР   | Чо Хьон У      | 25 вересня 1991 (вік 27 років)  | 11   | 0    | Тегу                   |

### КНР
Головний тренер:  Марчелло Ліппі
Попередню заявку з 25 гравців було названо 17 грудня 2018 року. Заявка була скорочена до 24 гравців 26 грудня, коли Лі Сюепен був виключений через травму. Остаточна заявка була оголошена 27 грудня 2018 року. Через травму 5 січня Го Цюаньбо був замінений на Чжан Лу.
| №  | Поз. | Гравець       | Дата народження (вік)            | Ігри | Голи | Клуб                 |
| -- | ---- | ------------- | -------------------------------- | ---- | ---- | -------------------- |
| 1  | ВР   | Янь Цзюньлін  | 28 січня 1991 (вік 27 років)     | 17   | 0    | Шанхай СІПГ          |
| 2  | ЗХ   | Лю Їмін       | 28 лютого 1995 (вік 23 роки)     | 10   | 0    | Тяньцзінь Цюаньцзянь |
| 3  | ЗХ   | Юй Ян         | 6 серпня 1989 (вік 29 років)     | 14   | 0    | Бейцзін Сінобо Гоань |
| 4  | ЗХ   | Ши Ке         | 8 січня 1993 (вік 25 років)      | 4    | 0    | Шанхай СІПГ          |
| 5  | ЗХ   | Чжан Ліньпен  | 9 травня 1989 (вік 29 років)     | 68   | 5    | Гуанчжоу Евергранд   |
| 6  | ЗХ   | Фен Сяотін    | 22 жовтня 1985 (вік 33 роки)     | 71   | 1    | Гуанчжоу Евергранд   |
| 7  | НП   | У Лей         | 19 листопада 1991 (вік 27 років) | 59   | 13   | Шанхай СІПГ          |
| 8  | ПЗ   | Чжао Сюйжі    | 3 грудня 1985 (вік 33 роки)      | 83   | 2    | Тяньцзінь Цюаньцзянь |
| 9  | НП   | Сяо Чжи       | 28 травня 1985 (вік 33 роки)     | 15   | 2    | Гуанчжоу Фулі        |
| 10 | ПЗ   | Чжен Чжи ()   | 20 серпня 1980 (вік 38 років)    | 104  | 15   | Гуанчжоу Евергранд   |
| 11 | ПЗ   | Хао Цзюньмінь | 24 березня 1987 (вік 31 рік)     | 68   | 12   | Шаньдун Лунен        |
| 12 | ВР   | Чжан Лу       | 6 вересня 1987 (вік 31 рік)      | 0    | 0    | Тяньцзінь Цюаньцзянь |
| 13 | ПЗ   | Чи Чжунго     | 26 жовтня 1989 (вік 29 років)    | 8    | 0    | Бейцзін Сінобо Гоань |
| 14 | НП   | Вей Шихао     | 8 квітня 1995 (вік 23 роки)      | 8    | 2    | Бейцзін Сінобо Гоань |
| 15 | ПЗ   | У Сі          | 19 лютого 1989 (вік 29 років)    | 55   | 4    | Цзянсу Сунін         |
| 16 | ПЗ   | Цзінь Цзіндао | 18 листопада 1992 (вік 26 років) | 7    | 0    | Шаньдун Лунен        |
| 17 | ЗХ   | Чжан Чендун   | 9 лютого 1989 (вік 29 років)     | 29   | 0    | Хебей Чайна Форчун   |
| 18 | НП   | Ґао Лінь      | 14 лютого 1986 (вік 32 роки)     | 104  | 21   | Гуанчжоу Евергранд   |
| 19 | ЗХ   | Лю Ян         | 17 червня 1995 (вік 23 роки)     | 2    | 0    | Шаньдун Лунен        |
| 20 | ПЗ   | Юй Ханьчао    | 25 лютого 1987 (вік 31 рік)      | 57   | 9    | Гуанчжоу Евергранд   |
| 21 | ПЗ   | Пяо Чен       | 21 серпня 1989 (вік 29 років)    | 5    | 0    | Бейцзін Сінобо Гоань |
| 22 | НП   | Юй Дабао      | 18 квітня 1988 (вік 30 років)    | 51   | 17   | Бейцзін Сінобо Гоань |
| 23 | ВР   | Ван Далей     | 10 січня 1989 (вік 29 років)     | 26   | 0    | Шаньдун Лунен        |

### Киргизстан
Головний тренер:  Олександр Крестінін
Попередню заявку з 35 гравців було названо 3 грудня 2018 року. Остаточна заявка була оголошена 27 грудня 2018 року. 2 січня 2019 роки замість травмованого Віктора Маєра в заявку був включений Павло Сидоренко.
| №  | Поз. | Гравець               | Дата народження (вік)          | Ігри | Голи | Клуб                |
| -- | ---- | --------------------- | ------------------------------ | ---- | ---- | ------------------- |
| 1  | ВР   | Павло Матяш           | 11 липня 1987 (вік 31 рік)     | 37   | 0    | Вільний агент       |
| 2  | ЗХ   | Валерій Кічін ()      | 12 жовтня 1992 (вік 26 років)  | 25   | 1    | Єнісей              |
| 3  | ЗХ   | Тамірлан Козубаєв     | 1 липня 1994 (вік 24 роки)     | 16   | 1    | Дордой              |
| 4  | ЗХ   | Мустафа Юсупов        | 1 липня 1995 (вік 23 роки)     | 6    | 0    | Дордой              |
| 5  | ЗХ   | Айзар Акматов         | 24 серпня 1998 (вік 20 років)  | 4    | 0    | Алга                |
| 6  | ПЗ   | Павло Сидоренко       | 26 березня 1987 (вік 31 рік)   | 27   | 0    | Дордой              |
| 7  | ПЗ   | Турсуналі Рустамов    | 31 січня 1990 (вік 28 років)   | 11   | 2    | Alga Bishkek        |
| 8  | ПЗ   | Азіз Сидиков          | 23 червня 1992 (вік 26 років)  | 25   | 1    | Дордой              |
| 9  | ПЗ   | Едгар Бернхардт       | 30 березня 1986 (вік 32 роки)  | 27   | 1    | ГКС (Тихи)          |
| 10 | НП   | Мірлан Мурзаєв        | 29 березня 1990 (вік 28 років) | 35   | 8    | Сомаспор            |
| 11 | ПЗ   | Бекжан Сагинбаев      | 11 вересня 1994 (вік 24 роки)  | 8    | 3    | Дордой              |
| 12 | ПЗ   | Оділжон Абдурахманов  | 18 березня 1996 (вік 22 роки)  | 7    | 0    | Алай                |
| 13 | ВР   | Кутман Кадирбеков     | 13 червня 1997 (вік 21 рік)    | 0    | 0    | Дордой              |
| 14 | НП   | Ерніст Батирканов     | 21 лютого 1998 (вік 20 років)  | 5    | 0    | Дордой              |
| 15 | ПЗ   | Муролімжон Ахмедов    | 5 січня 1992 (вік 27 років)    | 7    | 0    | Дордой              |
| 16 | ВР   | Валерій Кашуба        | 14 вересня 1984 (вік 34 роки)  | 23   | 0    | Дордой              |
| 17 | ЗХ   | Деніел Таго           | 3 березня 1986 (вік 32 роки)   | 19   | 0    | Абахані (Читтагонг) |
| 18 | ПЗ   | Кайрат Жиргалбек уулу | 13 червня 1993 (вік 25 років)  | 31   | 2    | Дордой              |
| 19 | НП   | Віталій Люкс          | 27 лютого 1989 (вік 29 років)  | 22   | 5    | Ульм 1846           |
| 20 | ПЗ   | Бахтіяр Дуйшобеков    | 3 червня 1995 (вік 23 роки)    | 23   | 1    | Башундхара Кінгз    |
| 21 | ПЗ   | Фархат Мусабеков      | 3 січня 1994 (вік 25 років)    | 26   | 0    | Дордой              |
| 22 | ПЗ   | Антон Землянухін      | 11 грудня 1990 (вік 28 років)  | 26   | 12   | Ілбірс              |
| 23 | ПЗ   | Ахлідін Ісраїлов      | 16 вересня 1994 (вік 24 роки)  | 20   | 2    | Вільний агент       |

### Філіппіни
Головний тренер:  Свен-Йоран Ерікссон
Остаточна заявка була оголошена 27 грудня 2018 року. 6 вересня 2019 року Пол Малдерс був замінений Амані Агінальдо.
| №  | Поз. | Гравець              | Дата народження (вік)            | Ігри | Голи | Клуб            |
| -- | ---- | -------------------- | -------------------------------- | ---- | ---- | --------------- |
| 1  | ВР   | Натанаель Вільянуева | 25 жовтня 1995 (вік 23 роки)     | 0    | 0    | Кая             |
| 2  | ЗХ   | Альваро Сілва        | 30 березня 1984 (вік 34 роки)    | 4    | 0    | Кедах           |
| 3  | ЗХ   | Карлі де Мурга       | 30 листопада 1988 (вік 30 років) | 36   | 4    | Серес-Негрос    |
| 4  | ПЗ   | Джон-Патрік Штраусс  | 28 січня 1996 (вік 22 роки)      | 5    | 0    | Ерцгебірге Ауе  |
| 5  | ПЗ   | Майк Отт             | 2 березня 1995 (вік 23 роки)     | 17   | 2    | Серес-Негрос    |
| 6  | ЗХ   | Люк Вудленд          | 21 липня 1995 (вік 23 роки)      | 14   | 0    | Супханбурі      |
| 7  | НП   | Ієн Рамзі            | 27 лютого 1988 (вік 30 років)    | 30   | 7    | Сукхотай        |
| 8  | ПЗ   | Мануел Отт           | 6 травня 1992 (вік 26 років)     | 47   | 4    | Серес-Негрос    |
| 9  | НП   | Ховін Бедік          | 8 червня 1990 (вік 28 років)     | 9    | 2    | Кая             |
| 10 | НП   | Філ Янгхазбенд ()    | 4 серпня 1987 (вік 31 рік)       | 105  | 52   | Давао Агілас    |
| 11 | ЗХ   | Дайсуке Сато         | 20 вересня 1994 (вік 24 роки)    | 41   | 3    | Сепсі ОСК       |
| 12 | ЗХ   | Стефан Палла         | 15 травня 1989 (вік 29 років)    | 10   | 0    | Бурірам Юнайтед |
| 13 | ЗХ   | Адам Рід             | 8 травня 1991 (вік 27 років)     | 7    | 0    | Вільний агент   |
| 14 | ПЗ   | Кевін Інгресо        | 10 лютого 1993 (вік 25 років)    | 22   | 3    | Серес-Негрос    |
| 15 | ВР   | Мікаель Фалькесгард  | 9 квітня 1991 (вік 27 років)     | 6    | 0    | Бангкок Юнайтед |
| 16 | ВР   | Кевін Рей Мендоса    | 29 вересня 1994 (вік 24 роки)    | 0    | 0    | Горсенс         |
| 17 | ПЗ   | Штефан Шрек          | 21 серпня 1986 (вік 32 роки)     | 33   | 4    | Серес-Негрос    |
| 18 | НП   | Патрік Райхельт      | 15 червня 1988 (вік 30 років)    | 53   | 9    | Серес-Негрос    |
| 19 | ЗХ   | Курт Дізон           | 4 лютого 1994 (вік 24 роки)      | 12   | 1    | Серес-Негрос    |
| 20 | НП   | Хав'єр Патіньйо      | 14 лютого 1988 (вік 30 років)    | 14   | 6    | Бурірам Юнайтед |
| 21 | ПЗ   | Мігель Тантон        | 5 липня 1989 (вік 29 років)      | 1    | 0    | Серес-Негрос    |
| 22 | ЗХ   | Амані Агінальдо      | 24 квітня 1995 (вік 23 роки)     | 31   | 0    | Серес-Негрос    |
| 23 | НП   | Джеймс Янгхазбенд    | 4 вересня 1986 (вік 32 роки)     | 100  | 12   | Давао Агілас    |

## Група D

### Іран
Головний тренер:  Карлуш Кейрош
Попередня заявка з 35 гравців була оголошена 10 грудня 2018 року. Склад був зменшений до 34 гравців 25 грудня, коли Саїд Езатолахі вибув через травму. Остаточна заявка була оголошена 26 грудня 2018 року.
| №  | Поз. | Гравець               | Дата народження (вік)          | Ігри | Голи | Клуб                     |
| -- | ---- | --------------------- | ------------------------------ | ---- | ---- | ------------------------ |
| 1  | ВР   | Аліреза Бейранванд    | 21 вересня 1992 (вік 26 років) | 28   | 0    | Персеполіс               |
| 2  | ЗХ   | Вурія Гафурі          | 20 вересня 1987 (вік 31 рік)   | 25   | 0    | Естеґлал                 |
| 3  | ЗХ   | Ехсан Хаджсафі        | 25 лютого 1990 (вік 28 років)  | 101  | 7    | Трактор Сазі             |
| 4  | ЗХ   | Рузбех Чешмі          | 24 липня 1993 (вік 25 років)   | 15   | 1    | Естеґлал                 |
| 5  | ЗХ   | Мілад Мохаммаді       | 29 вересня 1993 (вік 25 років) | 27   | 0    | Ахмат                    |
| 6  | ПЗ   | Ахмад Нуроллахі       | 1 лютого 1993 (вік 25 років)   | 4    | 0    | Персеполіс               |
| 7  | ПЗ   | Масуд Шоджаї ()       | 9 червня 1984 (вік 34 роки)    | 84   | 8    | Трактор Сазі             |
| 8  | ЗХ   | Мортеза Пураліганджі  | 19 квітня 1992 (вік 26 років)  | 33   | 2    | Ейпен                    |
| 9  | ПЗ   | Омід Ебрагімі         | 16 вересня 1987 (вік 31 рік)   | 40   | 0    | Аль-Аглі (Доха)          |
| 10 | НП   | Карім Ансаріфард      | 3 квітня 1990 (вік 28 років)   | 72   | 21   | Ноттінгем Форест         |
| 11 | ПЗ   | Вахід Амірі           | 2 квітня 1988 (вік 30 років)   | 44   | 1    | Трабзонспор              |
| 12 | ВР   | Амір Абедзаде         | 26 квітня 1993 (вік 25 років)  | 5    | 1    | Марітіму                 |
| 13 | ЗХ   | Хоссейн Кананізадеган | 23 березня 1994 (вік 24 роки)  | 8    | 0    | Машін Сазі               |
| 14 | ПЗ   | Саман Годдос          | 6 вересня 1993 (вік 25 років)  | 16   | 4    | Ам'єн                    |
| 15 | ЗХ   | Пежман Монтазері      | 6 вересня 1983 (вік 35 років)  | 50   | 2    | Естеґлал                 |
| 16 | ПЗ   | Мехді Торабі          | 10 вересня 1994 (вік 24 роки)  | 24   | 9    | Персеполіс               |
| 17 | ПЗ   | Мехді Таремі          | 18 липня 1992 (вік 26 років)   | 35   | 13   | Аль-Гарафа               |
| 18 | ПЗ   | Аліреза Джаганбахш    | 11 серпня 1993 (вік 25 років)  | 45   | 5    | Брайтон енд Гоув Альбіон |
| 19 | ЗХ   | Маджид Хоссейні       | 20 червня 1996 (вік 22 роки)   | 10   | 0    | Трабзонспор              |
| 20 | НП   | Сардар Азмун          | 1 січня 1995 (вік 24 роки)     | 41   | 24   | Рубін (Казань)           |
| 21 | ПЗ   | Ашкан Дежаґа          | 5 липня 1986 (вік 32 роки)     | 52   | 10   | Трактор Сазі             |
| 22 | ВР   | Паям Ніязманд         | 6 квітня 1995 (вік 23 роки)    | 0    | 0    | Сепахан                  |
| 23 | ЗХ   | Рамін Резеян          | 21 березня 1990 (вік 28 років) | 36   | 2    | Аль-Шаханія              |

### Ірак
Головний тренер:  Сречко Катанець
Попередня заявка з 27 гравців була оголошена 4 грудня 2018 року. Остаточна заявка була оголошена 27 грудня 2018 року. 30 грудня Махді Камель був замінений на Мохаммеда Давуда.
| №  | Поз. | Гравець            | Дата народження (вік)            | Ігри | Голи | Клуб                |
| -- | ---- | ------------------ | -------------------------------- | ---- | ---- | ------------------- |
| 1  | ВР   | Джалаль Хасан      | 18 травня 1991 (вік 27 років)    | 40   | 0    | Аль-Завраа          |
| 2  | ЗХ   | Ахмад Ібрагім      | 25 лютого 1992 (вік 26 років)    | 80   | 3    | Аль-Арабі (Доха)    |
| 3  | ЗХ   | Франс Путрос       | 14 липня 1993 (вік 25 років)     | 3    | 0    | Хобро               |
| 4  | ЗХ   | Саад Натік         | 19 березня 1994 (вік 24 роки)    | 12   | 0    | Аль-Кува Аль-Джавія |
| 5  | ЗХ   | Алі Фаєз           | 9 вересня 1994 (вік 24 роки)     | 22   | 3    | Аль-Харітіят        |
| 6  | ЗХ   | Алі Аднан          | 19 грудня 1993 (вік 25 років)    | 62   | 3    | Аталанта            |
| 7  | ПЗ   | Сафаа Хаді         | 14 жовтня 1998 (вік 20 років)    | 6    | 0    | Аль-Завраа          |
| 8  | ПЗ   | Усама Рашид        | 17 січня 1992 (вік 26 років)     | 21   | 0    | Санта-Клара         |
| 9  | ПЗ   | Ахмед Ясін         | 22 квітня 1991 (вік 27 років)    | 59   | 6    | Аль-Хор             |
| 10 | НП   | Моханад Алі        | 20 червня 2000 (вік 18 років)    | 11   | 6    | Аль-Шурта           |
| 11 | ПЗ   | Хумам Тарік        | 10 лютого 1996 (вік 22 роки)     | 50   | 2    | Естеґлал            |
| 12 | ВР   | Мохаммед Кассід () | 10 грудня 1986 (вік 32 роки)     | 69   | 0    | Аль-Кува Аль-Джавія |
| 13 | ПЗ   | Башар Ресан        | 22 грудня 1996 (вік 22 роки)     | 20   | 0    | Персеполіс          |
| 14 | ПЗ   | Амджад Аттван      | 12 березня 1997 (вік 21 рік)     | 29   | 0    | Аль-Шурта           |
| 15 | ПЗ   | Алі Хусні          | 23 травня 1994 (вік 24 роки)     | 25   | 3    | Аль-Кува Аль-Джавія |
| 16 | ПЗ   | Хуссейн Алі        | 29 листопада 1996 (вік 22 роки)  | 19   | 1    | Катар СК            |
| 17 | ЗХ   | Алаа Алі Мхаві     | 3 червня 1996 (вік 22 роки)      | 21   | 0    | Аль-Шурта           |
| 18 | НП   | Аймен Хуссейн      | 22 березня 1996 (вік 22 роки)    | 23   | 1    | Сфаксьєн            |
| 19 | НП   | Мохаммед Давуд     | 22 листопада 2000 (вік 18 років) | 2    | 0    | Аль-Нафт            |
| 20 | ВР   | Мохаммед Хамід     | 24 січня 1993 (вік 25 років)     | 24   | 0    | Аль-Шурта           |
| 21 | НП   | Алаа Аббас         | 27 липня 1997 (вік 21 рік)       | 1    | 0    | Аль-Завраа          |
| 22 | ЗХ   | Ребін Сулака       | 12 квітня 1992 (вік 26 років)    | 16   | 0    | Аль-Хор             |
| 23 | ЗХ   | Валід Салем        | 5 січня 1992 (вік 27 років)      | 48   | 1    | Аль-Шурта           |

### В'єтнам
Головний тренер:  Пак Хан Со
Попередня заявка з 27 гравців була оголошена 18 грудня 2018 року 25 грудня 2018 року Лук Ксуан Хунг був замінений на Хо Тан Тая через травму. 26 грудня 2018 року склад був скорочений до 24 гравців. Остаточна заявка була оголошена 27 грудня 2018 року.
| №  | Поз. | Гравець            | Дата народження (вік)         | Ігри | Голи | Клуб           |
| -- | ---- | ------------------ | ----------------------------- | ---- | ---- | -------------- |
| 1  | ВР   | Буї Тіен Дунг II   | 28 лютого 1997 (вік 21 рік)   | 0    | 0    | Тханьхоа       |
| 2  | ЗХ   | До Дуй Манх        | 29 вересня 1996 (вік 22 роки) | 15   | 0    | Ханой T&T      |
| 3  | ЗХ   | Куе Нгок Хай ()    | 15 травня 1993 (вік 25 років) | 35   | 1    | Сонглам Нгеан  |
| 4  | ЗХ   | Буї Тіен Дунг I    | 2 жовтня 1995 (вік 23 роки)   | 11   | 0    | В'єттел        |
| 5  | ЗХ   | Доан Ван Хау       | 19 квітня 1999 (вік 19 років) | 10   | 0    | Ханой T&T      |
| 6  | ПЗ   | Луонг Суан Труонг  | 28 квітня 1995 (вік 23 роки)  | 23   | 1    | Хоангань Зялай |
| 7  | ПЗ   | Нгуєн Хуй Хунг     | 2 березня 1992 (вік 26 років) | 19   | 2    | Куангнам       |
| 8  | ПЗ   | Нгуєн Тронг Хоанг  | 14 квітня 1989 (вік 29 років) | 57   | 12   | Тханьхоа       |
| 9  | НП   | Нгуєн Ван Тоан     | 12 квітня 1996 (вік 22 роки)  | 18   | 4    | Хоангань Зялай |
| 10 | НП   | Нгуєн Конг Фуонг   | 21 січня 1995 (вік 23 роки)   | 25   | 6    | Хоангань Зялай |
| 11 | ПЗ   | Нган Ван Дай       | 9 лютого 1992 (вік 26 років)  | 0    | 0    | Ханой T&T      |
| 12 | ПЗ   | Нгуєн Пхон Хон Дуй | 13 червня 1996 (вік 22 роки)  | 3    | 0    | Хоангань Зялай |
| 13 | ВР   | Нгуен Туан Манх    | 31 липня 1990 (вік 28 років)  | 11   | 0    | Санна Кханьхоа |
| 14 | ПЗ   | Тран Мінх Вуонг    | 28 березня 1995 (вік 23 роки) | 0    | 0    | Хоангань Зялай |
| 15 | ПЗ   | Пхам Дук Хуй       | 20 січня 1995 (вік 23 роки)   | 5    | 1    | Ханой T&T      |
| 16 | ПЗ   | До Хунг Дунг       | 8 вересня 1993 (вік 25 років) | 7    | 0    | Ханой T&T      |
| 17 | ЗХ   | Хо Тан Тай         | 6 листопада 1997 (вік 21 рік) | 0    | 0    | Біньзионг      |
| 18 | НП   | Ха Дук Чінх        | 22 вересня 1997 (вік 21 рік)  | 3    | 0    | Дананг         |
| 19 | НП   | Нгуєн Куанг Хай    | 12 квітня 1997 (вік 21 рік)   | 12   | 4    | Ханой T&T      |
| 20 | НП   | Пхан Ван Дук       | 11 квітня 1996 (вік 22 роки)  | 9    | 2    | Сонглам Нгеан  |
| 21 | ЗХ   | Нгуєн Тханх Чунг   | 8 вересня 1997 (вік 21 рік)   | 0    | 0    | Ханой T&T      |
| 22 | НП   | Нгуєн Тіен Лінх    | 20 жовтня 1997 (вік 21 рік)   | 4    | 2    | Біньзионг      |
| 23 | ВР   | Данг Ван Лам       | 13 серпня 1993 (вік 25 років) | 11   | 0    | Хайфон         |

### Ємен
Головний тренер:  Ян Коцян
Попередня заявка з 35 гравців була оголошена 4 грудня 2018 року. Остаточна заявка була оголошена 27 грудня 2018 року.
| №  | Поз. | Гравець              | Дата народження (вік)          | Ігри | Голи | Клуб             |
| -- | ---- | -------------------- | ------------------------------ | ---- | ---- | ---------------- |
| 1  | ВР   | Мохаммед Аяш         | 6 березня 1986 (вік 32 роки)   | 60   | 0    | Ербіль           |
| 2  | ЗХ   | Рамі аль-Васмані     | 1 лютого 1997 (вік 21 рік)     | 0    | 0    | Аль-Аглі (Сана)  |
| 3  | ЗХ   | Мохаммед Фуад Омар   | 13 березня 1989 (вік 29 років) | 30   | 4    | Аль-Муайдар      |
| 4  | ЗХ   | Мудір Аль-Радаей     | 1 січня 1993 (вік 26 років)    | 27   | 1    | Аль-Арабі (Доха) |
| 5  | ЗХ   | Абдулазіз аль-Гумей  | 8 січня 1990 (вік 28 років)    | 20   | 0    | Аль-Месаймір     |
| 6  | ПЗ   | Ахмед Абдулраб       | 27 квітня 1994 (вік 24 роки)   | 10   | 0    | Аль-Вехда (Аден) |
| 7  | НП   | Ахмед аль-Сарорі     | 9 серпня 1998 (вік 20 років)   | 9    | 3    | Аль-Маркія       |
| 8  | ПЗ   | Вахід аль-Х'ят       | 1 січня 1986 (вік 33 роки)     | 23   | 0    | Аль-Аглі (Сана)  |
| 9  | ПЗ   | Ала Аль-Сасі ()      | 2 липня 1987 (вік 31 рік)      | 87   | 14   | Ас-Сайлія        |
| 10 | НП   | Ахмед Дхабаан        | 9 липня 1994 (вік 24 роки)     | 10   | 0    | Дібба Клаб       |
| 11 | НП   | Абдулвасі аль-Матарі | 4 липня 1994 (вік 24 роки)     | 26   | 7    | Дібба аль-Хісн   |
| 12 | ПЗ   | Ахмед аль-Хаїфі      | 1 січня 1994 (вік 25 років)    | 31   | 0    | Аль-Харітіят     |
| 13 | ЗХ   | Ала Аддін Махді      | 1 січня 1996 (вік 23 роки)     | 16   | 0    | Аль-Рустак       |
| 14 | НП   | Алі Хафід            | 21 лютого 1997 (вік 21 рік)    | 2    | 0    | Аль-Вехда (Аден) |
| 15 | ЗХ   | Аммар Хамсан         | 5 листопада 1994 (вік 24 роки) | 20   | 0    | Катар СК         |
| 16 | НП   | Салем аль-Омзае      | 1 січня 1992 (вік 27 років)    | 4    | 0    | Ат-Тіляль        |
| 17 | ПЗ   | Хусейн аль-Газі      | 7 травня 1990 (вік 28 років)   | 35   | 0    | Аль-Вакра        |
| 18 | НП   | Ахмед Алос           | 3 квітня 1994 (вік 24 роки)    | 20   | 0    | Аль-Вехда (Аден) |
| 19 | ЗХ   | Мохаммед Бокшан      | 10 березня 1994 (вік 24 роки)  | 25   | 3    | Аль-Хор          |
| 20 | НП   | Емад Мансур          | 15 квітня 1992 (вік 26 років)  | 10   | 1    | Бідія            |
| 21 | НП   | Мохаммед Ба Ровіс    | 4 грудня 1988 (вік 30 років)   | 21   | 1    | Аль-Вехда (Аден) |
| 22 | ВР   | Салем аль-Харш       | 7 жовтня 1998 (вік 20 років)   | 2    | 0    | Аль-Вехда (Аден) |
| 23 | ВР   | Сауд аль-Соваді      | 10 квітня 1988 (вік 30 років)  | 43   | 0    | Ас-Сакр          |

## Група E

### Саудівська Аравія
Головний тренер:  Хуан Антоніо Піцці
Остаточний склад було оголошено 20 грудня 2018 року. Салман аль-Фарадж був замінений на Нуха аль-Мусу 6 січня 2019 року через травму., а 7 січня з тієї ж причини Султан аль-Гарам замінив у заявці травмованого Абдуллу Аль-Хайбарі.
| №  | Поз. | Гравець             | Дата народження (вік)            | Ігри | Голи | Клуб                 |
| -- | ---- | ------------------- | -------------------------------- | ---- | ---- | -------------------- |
| 1  | ВР   | Валід Абдулла       | 19 квітня 1986 (вік 32 роки)     | 72   | 0    | Ан-Наср (Ер-Ріяд)    |
| 2  | ЗХ   | Мохаммед Аль-Брейк  | 15 вересня 1992 (вік 26 років)   | 15   | 0    | Аль-Хіляль (Ер-Ріяд) |
| 3  | ЗХ   | Абдулелах аль-Амрі  | 15 січня 1997 (вік 21 рік)       | 0    | 0    | Аль-Вахда            |
| 4  | ЗХ   | Алі Аль-Булаїхі     | 21 листопада 1989 (вік 29 років) | 10   | 0    | Аль-Хіляль (Ер-Ріяд) |
| 5  | ЗХ   | Омар Гавсаві ()     | 27 вересня 1985 (вік 33 роки)    | 51   | 3    | Ан-Наср (Ер-Ріяд)    |
| 6  | ПЗ   | Айман аль-Хулаїф    | 22 травня 1997 (вік 21 рік)      | 1    | 0    | Аль-Аглі (Джидда)    |
| 7  | ПЗ   | Нух аль-Муса        | 23 лютого 1991 (вік 27 років)    | 6    | 0    | Аль-Аглі (Джидда)    |
| 8  | ПЗ   | Яхья Аль-Шехрі      | 26 червня 1990 (вік 28 років)    | 63   | 8    | Ан-Наср (Ер-Ріяд)    |
| 9  | НП   | Мохаммед аль-Саярі  | 2 травня 1993 (вік 25 років)     | 0    | 0    | Аль-Хазм             |
| 10 | ПЗ   | Салем аль-Давсарі   | 19 серпня 1991 (вік 27 років)    | 37   | 6    | Аль-Хіляль (Ер-Ріяд) |
| 11 | ПЗ   | Хаттан Бахебрі      | 16 липня 1992 (вік 26 років)     | 13   | 0    | Аш-Шабаб (Ер-Ріяд)   |
| 12 | ЗХ   | Хамдам аль-Шамрані  | 14 грудня 1996 (вік 22 роки)     | 0    | 0    | Аль-Фейсалі (Харма)  |
| 13 | ЗХ   | Яссер аш-Шаграні    | 25 травня 1992 (вік 26 років)    | 42   | 0    | Аль-Хіляль (Ер-Ріяд) |
| 14 | ПЗ   | Абдулла Отайф       | 3 серпня 1992 (вік 26 років)     | 25   | 1    | Аль-Хіляль (Ер-Ріяд) |
| 15 | ПЗ   | Ібрагім Галеб       | 28 вересня 1990 (вік 28 років)   | 21   | 0    | Ан-Наср (Ер-Ріяд)    |
| 16 | ПЗ   | Гусейн Аль-Мугаві   | 24 березня 1988 (вік 30 років)   | 23   | 1    | Аль-Аглі (Джидда)    |
| 17 | ЗХ   | Султан аль-Гарам    | 6 травня 1994 (вік 24 роки)      | 1    | 0    | Ан-Наср (Ер-Ріяд)    |
| 18 | ПЗ   | Абдулрахман Гаріб   | 31 березня 1997 (вік 21 рік)     | 4    | 1    | Аль-Аглі (Джидда)    |
| 19 | НП   | Фахад аль-Муваллад  | 14 вересня 1994 (вік 24 роки)    | 51   | 11   | Аль-Іттіхад (Джидда) |
| 20 | ПЗ   | Абдулазіз аль-Біші  | 11 березня 1994 (вік 24 роки)    | 4    | 1    | Аль-Фейсалі (Харма)  |
| 21 | ВР   | Мохаммед Аль-Овейс  | 10 жовтня 1991 (вік 27 років)    | 13   | 0    | Аль-Аглі (Джидда)    |
| 22 | ВР   | Мохаммед аль-Ямі    | 14 серпня 1997 (вік 21 рік)      | 0    | 0    | Аль-Батін            |
| 23 | ЗХ   | Мохаммед Аль-Фатіль | 4 січня 1992 (вік 27 років)      | 9    | 0    | Аль-Аглі (Джидда)    |

### Катар
Головний тренер:  Фелікс Санчес Бас
Попередня заявка з 27 гравців була оголошена 12 грудня 2018 року. Остаточний склад було оголошено 27 грудня 2018 року. 3 січня 2019 року Ахмед Моейн був замінений Халедом Мохаммедом через травму.
| №  | Поз. | Гравець              | Дата народження (вік)           | Ігри | Голи | Клуб               |
| -- | ---- | -------------------- | ------------------------------- | ---- | ---- | ------------------ |
| 1  | ВР   | Саад аш-Шіб          | 19 лютого 1990 (вік 28 років)   | 41   | 0    | Ас-Садд            |
| 2  | ЗХ   | Ро-Ро                | 6 серпня 1990 (вік 28 років)    | 34   | 1    | Ас-Садд            |
| 3  | ЗХ   | Абделькарім Хассан   | 28 серпня 1993 (вік 25 років)   | 71   | 9    | Ас-Садд            |
| 4  | ЗХ   | Тарек Салман         | 5 грудня 1997 (вік 21 рік)      | 7    | 0    | Ас-Садд            |
| 5  | ПЗ   | Ахмед Фатехі         | 25 січня 1993 (вік 25 років)    | 6    | 0    | Аль-Арабі (Доха)   |
| 6  | ПЗ   | Абдулазіз Хатем      | 28 жовтня 1990 (вік 28 років)   | 44   | 1    | Аль-Гарафа         |
| 7  | НП   | Ахмед Алааелдін      | 31 січня 1993 (вік 25 років)    | 15   | 1    | Аль-Гарафа         |
| 8  | ЗХ   | Хамід Ісмаїл         | 16 червня 1986 (вік 32 роки)    | 56   | 0    | Ас-Садд            |
| 9  | ПЗ   | Халед Мохаммед       | 7 червня 2000 (вік 18 років)    | 0    | 0    | Культураль Леонеса |
| 10 | НП   | Хассан аль-Хайдос () | 11 грудня 1990 (вік 28 років)   | 105  | 23   | Ас-Садд            |
| 11 | НП   | Акрам Афіф           | 18 листопада 1996 (вік 22 роки) | 35   | 11   | Ас-Садд            |
| 12 | ПЗ   | Карім Будіаф         | 16 вересня 1990 (вік 28 років)  | 56   | 4    | Аль-Духаїль        |
| 13 | ЗХ   | Тамім аль-Мухаза     | 21 липня 1996 (вік 22 роки)     | 0    | 0    | Аль-Гарафа         |
| 14 | ПЗ   | Салем аль-Хаджрі     | 10 квітня 1996 (вік 22 роки)    | 4    | 0    | Ас-Садд            |
| 15 | ЗХ   | Бассам аль-Раві      | 16 грудня 1997 (вік 21 рік)     | 11   | 0    | Аль-Духаїль        |
| 16 | ПЗ   | Буалем Хухі          | 9 липня 1990 (вік 28 років)     | 49   | 12   | Ас-Садд            |
| 17 | ПЗ   | Абдельрахман Мустафа | 5 квітня 1997 (вік 21 рік)      | 1    | 0    | Аль-Аглі (Доха)    |
| 18 | ЗХ   | Абдулкарім аль-Алі   | 25 березня 1991 (вік 27 років)  | 16   | 1    | Ас-Сайлія          |
| 19 | НП   | Алмоез Алі           | 19 серпня 1996 (вік 22 роки)    | 29   | 9    | Аль-Духаїль        |
| 20 | ПЗ   | Алі Афіф             | 20 січня 1988 (вік 30 років)    | 52   | 9    | Аль-Духаїль        |
| 21 | ВР   | Юсеф Хассан          | 24 травня 1996 (вік 22 роки)    | 5    | 0    | Аль-Гарафа         |
| 22 | ВР   | Мохаммед аль-Бакрі   | 28 березня 1997 (вік 21 рік)    | 2    | 0    | Аль-Хор            |
| 23 | ЗХ   | Ассім Мадібо         | 22 жовтня 1996 (вік 22 роки)    | 14   | 0    | Аль-Духаїль        |

### Ліван
Головний тренер:  Миодраг Радулович
Попередня заявка з 27 гравців була оголошена 18 грудня 2018 року. Остаточний склад було оголошено 26 грудня 2018 року.
| №  | Поз. | Гравець                 | Дата народження (вік)            | Ігри | Голи | Клуб               |
| -- | ---- | ----------------------- | -------------------------------- | ---- | ---- | ------------------ |
| 1  | ВР   | Мехді Халіль            | 19 вересня 1991 (вік 27 років)   | 30   | 0    | Аль-Ахед           |
| 2  | ЗХ   | Кассем Ель-Зейн         | 2 грудня 1990 (вік 28 років)     | 11   | 0    | Неджмех            |
| 3  | ЗХ   | Моатаз ель-Джунаїді     | 20 січня 1986 (вік 32 роки)      | 42   | 0    | Аль-Ансар (Бейрут) |
| 4  | ЗХ   | Нур Мансур              | 22 жовтня 1989 (вік 29 років)    | 43   | 2    | Аль-Ахед           |
| 5  | ПЗ   | Самір Аєс               | 24 грудня 1990 (вік 28 років)    | 9    | 1    | Аль-Ахед           |
| 6  | ЗХ   | Джоан Умарі             | 19 серпня 1988 (вік 30 років)    | 19   | 2    | Ан-Наср (Дубай)    |
| 7  | НП   | Хассан Маатук ()        | 10 серпня 1987 (вік 31 рік)      | 72   | 19   | Неджмех            |
| 8  | НП   | Моні                    | 20 березня 1989 (вік 29 років)   | 49   | 5    | Аль-Ансар (Бейрут) |
| 9  | НП   | Хіляль ель-Хельве       | 24 листопада 1994 (вік 24 роки)  | 17   | 3    | Аполлон Смірніс    |
| 10 | ПЗ   | Мохамад Хайдар          | 8 листопада 1989 (вік 29 років)  | 54   | 4    | Аль-Ахед           |
| 11 | ЗХ   | Александер Мішель Мелкі | 14 листопада 1992 (вік 26 років) | 1    | 0    | АФК Ескільстуна    |
| 12 | ПЗ   | Аднан Хайдар            | 3 серпня 1989 (вік 29 років)     | 30   | 1    | Аль-Ансар (Бейрут) |
| 13 | ПЗ   | Фелікс Мішель           | 23 липня 1994 (вік 24 роки)      | 1    | 0    | АФК Ескільстуна    |
| 14 | ПЗ   | Надер Матар             | 12 травня 1992 (вік 26 років)    | 25   | 0    | Неджмех            |
| 15 | ПЗ   | Хайтам Фаур             | 27 лютого 1990 (вік 28 років)    | 56   | 0    | Аль-Ахед           |
| 16 | ПЗ   | Шибріко                 | 16 червня 1991 (вік 27 років)    | 1    | 0    | Аль-Ансар (Бейрут) |
| 17 | ЗХ   | Мохамед Зейн Тахан      | 20 квітня 1988 (вік 30 років)    | 29   | 1    | Аль-Сафа           |
| 18 | ЗХ   | Валід Ісмаїл            | 10 листопада 1984 (вік 34 роки)  | 63   | 1    | Салам Згарта       |
| 19 | ЗХ   | Алі Хамам               | 25 серпня 1986 (вік 32 роки)     | 50   | 3    | Неджмех            |
| 20 | НП   | Рабіх Атая              | 16 липня 1989 (вік 29 років)     | 24   | 4    | Аль-Ахед           |
| 21 | ВР   | Ахмад Тактук            | 29 вересня 1984 (вік 34 роки)    | 2    | 0    | Аль-Сафа           |
| 22 | НП   | Бассель Жраді           | 6 липня 1993 (вік 25 років)      | 4    | 1    | Хайдук (Спліт)     |
| 23 | ВР   | Мостафа Матар           | 10 вересня 1995 (вік 23 роки)    | 0    | 0    | Салам Згарта       |

### Північна Корея
Головний тренер: Кім Йон Чжун
Остаточний склад було оголошено 27 грудня 2018 року.
| №  | Поз. | Гравець         | Дата народження (вік)            | Ігри | Голи | Клуб          |
| -- | ---- | --------------- | -------------------------------- | ---- | ---- | ------------- |
| 1  | ВР   | Рі Мьон Гук     | 9 вересня 1986 (вік 32 роки)     | 102  | 0    | Пхеньян Сіті  |
| 2  | ЗХ   | Кім Чол Бом     | 16 липня 1994 (вік 24 роки)      | 8    | 0    | 25 квітня     |
| 3  | ЗХ   | Чан Кук Чхоль   | 16 лютого 1994 (вік 24 роки)     | 39   | 5    | Хвабул        |
| 4  | ЗХ   | Кім Сон Кі      | 23 жовтня 1988 (вік 30 років)    | 6    | 0    | Фудзіеда МІФК |
| 5  | ЗХ   | Ан Сон Іль      | 30 листопада 1992 (вік 26 років) | 5    | 0    | 25 квітня     |
| 6  | ЗХ   | Лі Тон Іль      | 20 листопада 1992 (вік 26 років) | 1    | 0    | Кігванчха     |
| 7  | НП   | Хан Кван Сон    | 11 вересня 1998 (вік 20 років)   | 2    | 0    | Перуджа       |
| 8  | НП   | Лі Хьок Чол     | 27 січня 1991 (вік 27 років)     | 19   | 8    | Рімьонсу      |
| 9  | ПЗ   | Кім Йон Іль     | 6 липня 1994 (вік 24 роки)       | 10   | 1    | Кігванчх      |
| 10 | НП   | Пак Кван Рьон   | 27 вересня 1992 (вік 26 років)   | 34   | 13   | Санкт-Пельтен |
| 11 | НП   | Чон Іль Гван () | 30 жовтня 1992 (вік 26 років)    | 62   | 21   | Вільний агент |
| 12 | ПЗ   | Кім Гьон Хун    | 11 серпня 1990 (вік 28 років)    | 2    | 0    | Кйонгонгоп    |
| 13 | ЗХ   | Сім Хьон Чін    | 1 січня 1991 (вік 28 років)      | 30   | 5    | 25 квітня     |
| 14 | ПЗ   | Кан Кук Чхоль   | 29 вересня 1999 (вік 19 років)   | 8    | 0    | Рімьонсу      |
| 15 | ПЗ   | Лі Ун Чхоль     | 13 липня 1995 (вік 23 роки)      | 12   | 0    | Сонбон        |
| 16 | ПЗ   | Лі Йон Чік      | 8 лютого 1991 (вік 27 років)     | 14   | 3    | Токіо Верді   |
| 17 | ЗХ   | Лі Чан Хо       | 4 січня 1990 (вік 29 років)      | 5    | 0    | Хвабул        |
| 18 | ВР   | Сін Хьок        | 3 липня 1992 (вік 26 років)      | 1    | 0    | Кігванчх      |
| 19 | НП   | Лім Кван Хьок   | 5 серпня 1992 (вік 26 років)     | 6    | 3    | Кігванчх      |
| 20 | ПЗ   | Чо Сон Хьок     | 8 лютого 1998 (вік 20 років)     | 1    | 0    | Ареццо        |
| 21 | ВР   | Кан Ю Хьок      | 31 травня 1997 (вік 21 рік)      | 0    | 0    | Хвабул        |
| 22 | ПЗ   | Лі Кум Чхоль    | 9 грудня 1991 (вік 27 років)     | 6    | 0    | Волмідо       |
| 23 | ЗХ   | Лі Іль Чін      | 20 серпня 1993 (вік 25 років)    | 5    | 0    | Собаексу      |

## Група F

### Японія
Головний тренер: Моріясу Хадзіме
Фінальна заявка була оголошена 13 грудня 2018 року. 19 грудня 2018 року Такума Асано був замінений на Йосінорі Муто через травму. 5 січня 2019 року також через травму Сьоя Накадзіма і Хідемаса Моріта були замінені на Такасі Інуї та Цукаса Сіотані відповідно.
| №  | Поз. | Гравець            | Дата народження (вік)           | Ігри | Голи | Клуб                 |
| -- | ---- | ------------------ | ------------------------------- | ---- | ---- | -------------------- |
| 1  | ВР   | Масаакі Хігасігуті | 12 травня 1986 (вік 32 роки)    | 7    | 0    | Ґамба Осака          |
| 2  | ЗХ   | Ґента Міура        | 1 березня 1995 (вік 23 роки)    | 5    | 0    | Ґамба Осака          |
| 3  | ЗХ   | Сей Муроя          | 5 квітня 1994 (вік 24 роки)     | 4    | 0    | Токіо                |
| 4  | ЗХ   | Сьо Сасакі         | 2 жовтня 1989 (вік 29 років)    | 3    | 0    | Санфрече Хіросіма    |
| 5  | ЗХ   | Юто Нагатомо       | 12 вересня 1986 (вік 32 роки)   | 110  | 3    | Галатасарай          |
| 6  | ПЗ   | Ватару Ендо        | 9 лютого 1993 (вік 25 років)    | 15   | 0    | Сінт-Трейден         |
| 7  | ПЗ   | Гаку Сібасакі      | 28 травня 1992 (вік 26 років)   | 26   | 3    | Хетафе               |
| 8  | ПЗ   | Генкі Харагуті     | 9 травня 1991 (вік 27 років)    | 40   | 8    | Ганновер 96          |
| 9  | ПЗ   | Такумі Мінаміно    | 16 січня 1995 (вік 23 роки)     | 7    | 4    | Ред Булл (Зальцбург) |
| 10 | ПЗ   | Такасі Інуї        | 2 червня 1988 (вік 30 років)    | 31   | 6    | Реал Бетіс           |
| 11 | НП   | Коя Кітагава       | 26 липня 1996 (вік 22 роки)     | 3    | 0    | Сімідзу С-Палс       |
| 12 | ВР   | Сюїті Гонда        | 3 березня 1989 (вік 29 років)   | 5    | 0    | Саган Тосу           |
| 13 | НП   | Йосінорі Муто      | 15 липня 1992 (вік 26 років)    | 25   | 2    | Ньюкасл Юнайтед      |
| 14 | ПЗ   | Дзюня Іто          | 9 березня 1993 (вік 25 років)   | 7    | 2    | Касіва Рейсол        |
| 15 | НП   | Юя Осако           | 18 травня 1990 (вік 28 років)   | 37   | 10   | Вердер               |
| 16 | ЗХ   | Такехіро Томіясу   | 5 листопада 1998 (вік 20 років) | 2    | 0    | Сінт-Трейден         |
| 17 | ПЗ   | Тосіхіро Аояма     | 22 лютого 1986 (вік 32 роки)    | 11   | 1    | Санфрече Хіросіма    |
| 18 | ЗХ   | Цукаса Сіотані     | 5 грудня 1988 (вік 30 років)    | 2    | 0    | Аль-Айн              |
| 19 | ЗХ   | Хірокі Сакаї       | 12 квітня 1990 (вік 28 років)   | 49   | 1    | Марсель              |
| 20 | ЗХ   | Томоакі Макіно     | 11 травня 1987 (вік 31 рік)     | 36   | 4    | Урава Ред Даймондс   |
| 21 | ПЗ   | Ріцу Доан          | 16 червня 1998 (вік 20 років)   | 5    | 1    | Гронінген            |
| 22 | ЗХ   | Мая Йосіда ()      | 24 серпня 1988 (вік 30 років)   | 89   | 10   | Саутгемптон          |
| 23 | ВР   | Даніел Шмідт       | 3 лютого 1992 (вік 26 років)    | 1    | 0    | Вегалта Сендай       |

### Узбекистан
Головний тренер:  Ектор Купер
Попередня заявка з 27 гравців була оголошена 15 грудня 2018 року Фінальна заявка була оголошена 24 грудня 2018 року.
| №  | Поз. | Гравець               | Дата народження (вік)            | Ігри | Голи | Клуб                |
| -- | ---- | --------------------- | -------------------------------- | ---- | ---- | ------------------- |
| 1  | ВР   | Ігнатій Нестеров      | 20 червня 1983 (вік 35 років)    | 99   | 0    | Локомотив (Ташкент) |
| 2  | ЗХ   | Акмал Шорахмедов      | 10 травня 1986 (вік 32 роки)     | 32   | 0    | Пахтакор            |
| 3  | ЗХ   | Достонбек Турсунов    | 13 червня 1995 (вік 23 роки)     | 3    | 0    | Ренофа Ямагуті      |
| 4  | ЗХ   | Фаррух Сайфієв        | 17 січня 1991 (вік 27 років)     | 15   | 0    | Пахтакор            |
| 5  | ЗХ   | Анзур Ісмаїлов        | 21 квітня 1985 (вік 33 роки)     | 93   | 2    | Локомотив (Ташкент) |
| 6  | ЗХ   | Хошимов Даврон        | 24 листопада 1992 (вік 26 років) | 19   | 0    | Навбахор            |
| 7  | НП   | Сардор Рашидов        | 14 червня 1991 (вік 27 років)    | 45   | 12   | Локомотив (Ташкент) |
| 8  | ПЗ   | Ікром Алібаєв         | 9 січня 1994 (вік 24 роки)       | 9    | 0    | Сеул                |
| 9  | ПЗ   | Оділ Ахмедов ()       | 25 листопада 1987 (вік 31 рік)   | 91   | 17   | Шанхай СІПГ         |
| 10 | НП   | Марат Бікмаєв         | 1 січня 1986 (вік 33 роки)       | 51   | 9    | Локомотив (Ташкент) |
| 11 | НП   | Джалоліддін Машаріпов | 1 вересня 1993 (вік 25 років)    | 14   | 1    | Пахтакор            |
| 12 | ВР   | Санджар Кувватов      | 8 січня 1990 (вік 28 років)      | 0    | 0    | Насаф               |
| 13 | ЗХ   | Олег Зотєєв           | 5 липня 1989 (вік 29 років)      | 17   | 1    | Локомотив (Ташкент) |
| 14 | НП   | Ельдор Шомуродов      | 29 червня 1995 (вік 23 роки)     | 28   | 6    | Ростов              |
| 15 | ЗХ   | Єгор Крімець          | 27 січня 1992 (вік 26 років)     | 34   | 3    | Пахтакор            |
| 16 | ПЗ   | Азізбек Тургунбоєв    | 1 жовтня 1994 (вік 24 роки)      | 4    | 0    | Навбахор            |
| 17 | ПЗ   | Достонбек Хамдамов    | 24 липня 1996 (вік 22 роки)      | 7    | 0    | Анжі                |
| 18 | ПЗ   | Фозіл Мусаєв          | 2 січня 1989 (вік 30 років)      | 22   | 0    | Джубіло Івата       |
| 19 | ПЗ   | Отабек Шукуров        | 22 червня 1996 (вік 22 роки)     | 21   | 2    | Шарджа              |
| 20 | ЗХ   | Іслам Тухтаходжаєв    | 30 жовтня 1989 (вік 29 років)    | 60   | 1    | Локомотив (Ташкент) |
| 21 | ВР   | Уткір Юсупов          | 4 січня 1991 (вік 28 років)      | 1    | 0    | Коканд 1912         |
| 22 | ПЗ   | Джавохір Сідіков      | 8 грудня 1996 (вік 22 роки)      | 7    | 0    | Коканд 1912         |
| 23 | ПЗ   | Оділ Хамробеков       | 13 лютого 1996 (вік 22 роки)     | 9    | 0    | Насаф               |

### Оман
Головний тренер:  Пім Вербек
Попередня заявка з 26 гравців була оголошена 18 грудня 2018 року Алі аль-Хабсі був замінений на Аммара Аль-Рушаїді через травму 25 грудня 2018 року. Фінальна заявка була оголошена 26 грудня 2018 року.
| №  | Поз. | Гравець               | Дата народження (вік)         | Ігри | Голи | Клуб                   |
| -- | ---- | --------------------- | ----------------------------- | ---- | ---- | ---------------------- |
| 1  | ВР   | Аммар Аль-Рушаїді     | 14 лютого 1998 (вік 20 років) | 1    | 0    | Ес-Сувайк              |
| 2  | ЗХ   | Мохаммед аль-Мусаламі | 27 квітня 1990 (вік 28 років) | 80   | 2    | Дофар                  |
| 3  | ЗХ   | Мохаммед Аль-Равахі   | 26 квітня 1993 (вік 25 років) | 13   | 0    | Аль-Вакра              |
| 4  | НП   | Мохамед Хасіб         | 24 березня 1994 (вік 24 роки) | 2    | 0    | Ан-Нагда (Ель-Бураймі) |
| 5  | ЗХ   | Мохаммед аль-Балуші   | 27 серпня 1989 (вік 29 років) | 63   | 1    | Ан-Нагда (Ель-Бураймі) |
| 6  | НП   | Раед Ібрагім Салех    | 9 червня 1992 (вік 26 років)  | 84   | 5    | Валетта                |
| 7  | НП   | Халід аль-Хаджрі      | 10 березня 1994 (вік 24 роки) | 20   | 11   | Ан-Наср (Салала)       |
| 8  | ПЗ   | Ясін аль-Шеяді        | 5 лютого 1994 (вік 24 роки)   | 21   | 0    | Ес-Сувайк              |
| 9  | НП   | Мохаммед аль-Гассані  | 1 квітня 1985 (вік 33 роки)   | 20   | 3    | Сахам                  |
| 10 | ПЗ   | Мохсін аль-Хальді     | 16 серпня 1988 (вік 30 років) | 44   | 6    | Сохар                  |
| 11 | ЗХ   | Саад Аль-Мухаїні      | 6 вересня 1987 (вік 31 рік)   | 104  | 1    | Ан-Наср (Ер-Ріяд)      |
| 12 | ПЗ   | Ахмед Мубарак ()      | 23 лютого 1985 (вік 33 роки)  | 163  | 21   | Месаймір               |
| 13 | ЗХ   | Халід Аль-Браїкі      | 3 липня 1993 (вік 25 років)   | 6    | 0    | Ан-Наср (Салала)       |
| 14 | ПЗ   | Алі аль-Джабрі        | 29 січня 1990 (вік 28 років)  | 51   | 0    | Ан-Нагда (Ель-Бураймі) |
| 15 | НП   | Джаміль Аль-Яхмаді    | 27 липня 1996 (вік 22 роки)   | 25   | 2    | Аль-Вакра              |
| 16 | НП   | Мухсен аль-Гассані    | 27 березня 1997 (вік 21 рік)  | 11   | 1    | Ес-Сувайк              |
| 17 | ЗХ   | Алі Аль-Бусаїді       | 21 січня 1991 (вік 27 років)  | 53   | 1    | Дофар                  |
| 18 | ВР   | Фаїз Аль-Рушаїді      | 19 липня 1988 (вік 30 років)  | 36   | 0    | Аль-Айн (Аль-Атавла)   |
| 19 | ЗХ   | Махмуд Аль-Мушаїфрі   | 14 січня 1993 (вік 25 років)  | 21   | 0    | Ан-Наср (Салала)       |
| 20 | ПЗ   | Салаах Аль-Ях'яї      | 17 серпня 1998 (вік 20 років) | 9    | 3    | Дофар                  |
| 21 | ПЗ   | Матаз Салех           | 28 травня 1996 (вік 22 роки)  | 6    | 1    | Дофар                  |
| 22 | ВР   | Ахмед Аль-Равахі      | 5 травня 1994 (вік 24 роки)   | 3    | 0    | Ан-Наср (Салала)       |
| 23 | ПЗ   | Гаріб Аль-Сааді       | 1 лютого 1990 (вік 28 років)  | 26   | 0    | Дофар                  |

### Туркменістан
Головний тренер: Язгули Ходжагельдиєв
Попередня заявка з 29 гравців була оголошена 20 грудня 2018 року. Фінальна заявка була оголошена 27 грудня 2018 року.
| №  | Поз. | Гравець                  | Дата народження (вік)            | Ігри | Голи | Клуб               |
| -- | ---- | ------------------------ | -------------------------------- | ---- | ---- | ------------------ |
| 1  | ВР   | Мамед Оразмухамедов      | 20 грудня 1986 (вік 32 роки)     | 17   | 0    | Алтин Асир         |
| 2  | ЗХ   | Зафар Бабаджанов         | 9 лютого 1987 (вік 31 рік)       | 6    | 0    | Алтин Асир         |
| 3  | ЗХ   | Гуйчмурад Аннакулієв     | 10 червня 1996 (вік 22 роки)     | 0    | 0    | Ахал               |
| 4  | ЗХ   | Мекан Сапаров            | 22 квітня 1994 (вік 24 роки)     | 18   | 1    | Алтин Асир         |
| 5  | ЗХ   | Везіргельди Ільясов      | 18 січня 1992 (вік 26 років)     | 0    | 0    | Ахал               |
| 6  | ЗХ   | Гурбангельди Батиров     | 28 липня 1988 (вік 30 років)     | 7    | 1    | Алтин Асир         |
| 7  | ПЗ   | Арсланмурад Аманов       | 28 березня 1990 (вік 28 років)   | 35   | 8    | Бухара             |
| 8  | ПЗ   | Руслан Мінгазов          | 23 листопада 1991 (вік 27 років) | 20   | 4    | Славія (Прага)     |
| 9  | НП   | Вахід Оразсахедов        | 26 січня 1992 (вік 26 років)     | 4    | 2    | Алтин Асир         |
| 10 | НП   | Сулейман Мухадов         | 24 грудня 1993 (вік 25 років)    | 18   | 4    | Ахал               |
| 11 | НП   | Мурад Ягшиєв             | 12 січня 1992 (вік 26 років)     | 5    | 2    | Алтин Асир         |
| 12 | ЗХ   | Сердар Аннаоразов        | 29 червня 1990 (вік 28 років)    | 29   | 0    | Алтин Асир         |
| 13 | ПЗ   | Мердан Гурбанов          | 30 серпня 1991 (вік 27 років)    | 4    | 0    | Ахал               |
| 14 | ПЗ   | Ілля Тамуркін            | 9 травня 1989 (вік 29 років)     | 9    | 0    | Алга               |
| 15 | НП   | Михайло Тітов            | 18 жовтня 1997 (вік 21 рік)      | 0    | 0    | Алтин Асир         |
| 16 | ВР   | Батир Бабаєв             | 21 серпня 1991 (вік 27 років)    | 0    | 0    | Ахал               |
| 17 | НП   | Алтимурад Аннадурдиєв () | 13 квітня 1993 (вік 25 років)    | 11   | 3    | Алтин Асир         |
| 18 | ПЗ   | Сердар Гельдиєв          | 1 жовтня 1987 (вік 31 рік)       | 20   | 0    | Алтин Асир         |
| 19 | ПЗ   | Ахмет Атаєв              | 19 вересня 1990 (вік 28 років)   | 22   | 0    | Персела (Ламонган) |
| 20 | НП   | Мурад Аннаєв             | 6 травня 1993 (вік 25 років)     | 4    | 0    | Ахал               |
| 21 | ПЗ   | Ресул Ходжаєв            | 7 січня 1997 (вік 21 рік)        | 1    | 1    | Алтин Асир         |
| 22 | ВР   | Микита Горбунов          | 14 лютого 1984 (вік 34 роки)     | 7    | 0    | Шагадам            |
| 23 | ПЗ   | Довран Оразалієв         | 14 жовтня 1993 (вік 25 років)    | 3    | 0    | Ахал               |

## Представництва гравців

### За клубом
Перераховані клуби з 5 або більше представниками.
| Гравці | Клуб |
| ------ | --- |
| 11     | Дордой, Алтин Асир |
| 10     | Ас-Садд |
| 9      | Аль-Файсалі (Амман), Серес-Негрос |
| 7      | Ріффа, Аль-Ахед, Аль-Аглі (Джидда), Бурірам Юнайтед, Ахал, Ханой T&T, Аль-Айн                                                        |
| 6      | Гуанчжоу Евергранд, Дофар, Аль-Хіляль (Ер-Ріяд), Ан-Наср (Ер-Ріяд), Бангкок Юнайтед, Локомотив (Ташкент)                             |
| 5      | Бейцзін Сінобо Гоань, Аль-Шурта, Аль-Вахдат, Хіляль Аль-Кудс, Аль-Духаїль, Аль-Гарафа, Хоангань Зялай, Аль-Джазіра, Аль-Вехда (Аден) |

### За чемпіонатом
| Гравець | Чемпіонати АФК             |
| ------- | -------------------------- |
| 46      | Катар                      |
| 31      | Саудівська Аравія          |
| 28      | ОАЕ                        |
| 27      | Таїланд                    |
| 26      | КНР                        |
| 23      | Індія, В'єтнам             |
| 22      | Оман                       |
| 21      | Бахрейн, Японія, Йорданія  |
| 19      | Ліван, Туркменістан        |
| 17      | Північна Корея, Узбекистан |
| 16      | Киргизстан                 |
| 15      | Ірак                       |
| 14      | Палестина                  |
| 13      | Іран, Філіппіни            |
| 9       | Південна Корея, Ємен       |
| 6       | Сирія                      |
| 3       | Австралія, Кувейт          |
| 2       | Бангладеш                  |
| 1       | Індонезія, Малайзія        |

| Гравців | Чемпіонати за межами АФК                                                                      |
| ------- | --------------------------------------------------------------------------------------------- |
| 11      | Німеччина                                                                                     |
| 9       | Англія                                                                                        |
| 5       | Росія                                                                                         |
| 4       | Бельгія, Данія, Італія, Нідерланди, Туреччина                                                 |
| 3       | Австрія, Шотландія, Іспанія, Швеція                                                           |
| 2       | Чилі, Кіпр, Чехія, Єгипет, Франція, Мальта, Португалія                                        |
| 1       | Аргентина, Хорватія, Греція, Марокко, Норвегія, Польща, Румунія, Сербія, Словенія, Туніс, США |

### Клуби за федераціями
| Гравці | Федерації |
| ------ | --------- |
| 465    | АФК       |
| 74     | УЄФА      |
| 4      | КАФ       |
| 3      | КОНМЕБОЛ  |
| 1      | КОНКАКАФ  |

### Представники вітчизняної ліги
| Збірна            | Гравців |
| ----------------- | ------- |
| КНР               | 23      |
| Індія             | 23      |
| Саудівська Аравія | 23      |
| ОАЕ               | 23      |
| В'єтнам           | 23      |
| Катар             | 22      |
| Таїланд           | 22      |
| Бахрейн           | 20      |
| Йорданія          | 19      |
| Туркменістан      | 19      |
| Ліван             | 18      |
| Північна Корея    | 17      |
| Оман              | 17      |
| Узбекистан        | 16      |
| Киргизстан        | 15      |
| Палестина         | 14      |
| Філіппіни         | 13      |
| Ірак              | 12      |
| Іран              | 11      |
| Японія            | 10      |
| Ємен              | 9       |
| Південна Корея    | 8       |
| Сирія             | 6       |
| Австралія         | 3       |